# Graukappenspecht
Der Graukappenspecht (Colaptes auricularis) ist ein Vogel aus der Familie der Spechte. Früher wurde die Art der Gattung der Eigentlichen Bänderspechte (Piculus) zugeordnet. Nach molekulargenetischen Untersuchungen wurde der Graukappenspecht, wie die Schwesterart Olivmantelspecht, aber in die Gattung der Goldspechte (Colaptes) eingeordnet.

## Merkmale

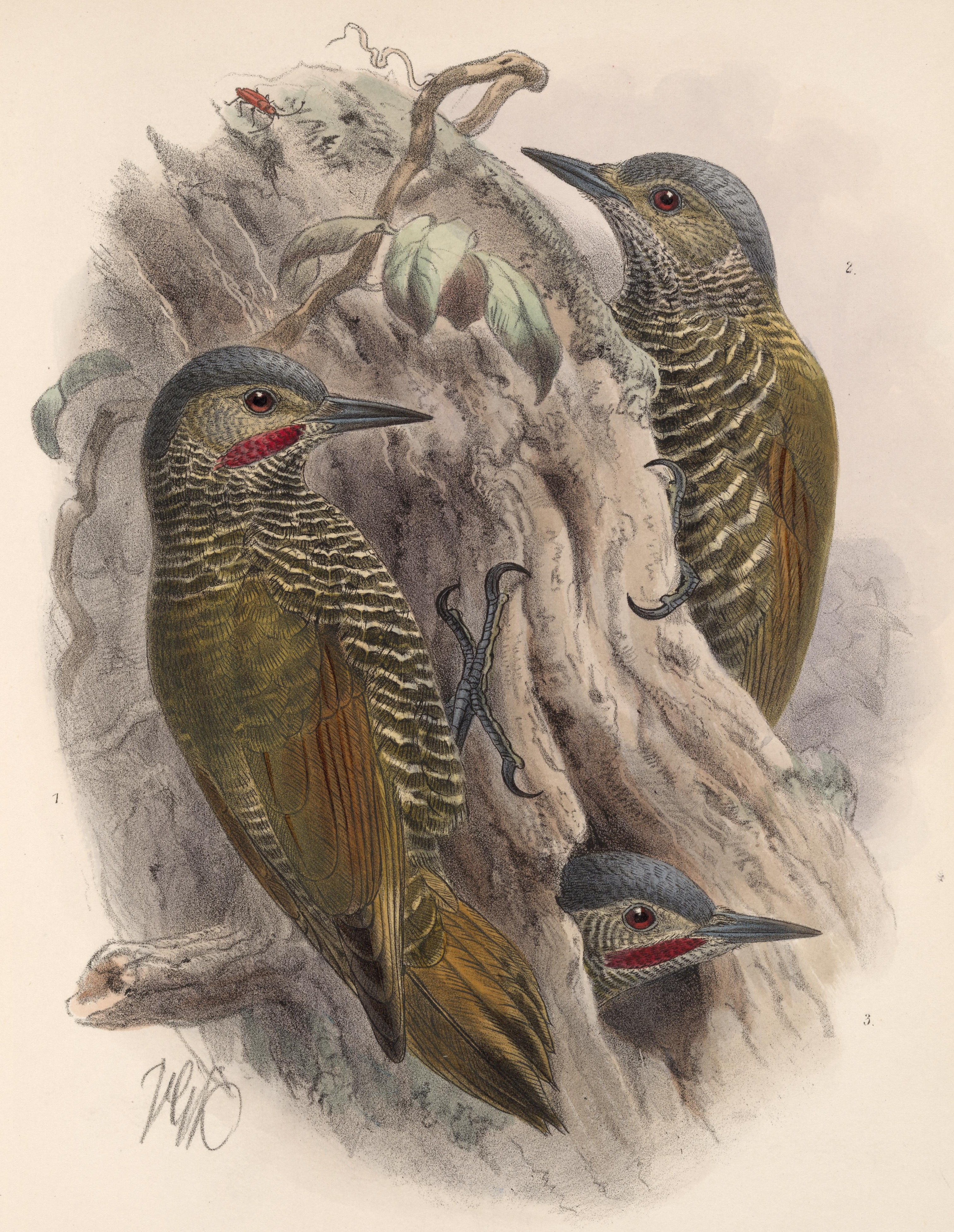
Graukappenspechte, Illustration

Der Graukappenspecht besitzt ein olivgrünes Flügelgefieder. Auf der Brust ist ein olivgrün-weißes Streifenmuster zu erkennen. Charakteristisch für den Graukappenspecht ist die graue Färbung der oberen Kopfpartie. Des Weiteren besitzt er einen roten Fleck auf den Wangen.

## Verbreitung und Lebensraum

Verbreitungsgebiet des Graukappenspechts (grün)

Der Graukappenspecht ist in Mexiko endemisch. Sein natürlicher Lebensraum sind tropische und subtropische Bergwälder. Der Bestand wird von der IUCN als nicht gefährdet (Least Concern) eingeschätzt.